# Brutalista építészet
A brutalista építészet a modern mozgalomból eredő, az 1950-es években Angliából kiinduló stílusirányzat, amelyet Le Corbusier művei és főleg a marseille-i Unité d'habitation inspirált. Az 1970-es évekig nagy népszerűségnek örvendett. 
A brutalizmus inkább egy időszakot, semmint mozgalmat jelöl.
Jellemző vonásai a látszóbeton alkalmazása, a szigorú, monumentális formák, valamint a technikai és funkcionális részletek építészeti látványelemként való használata.

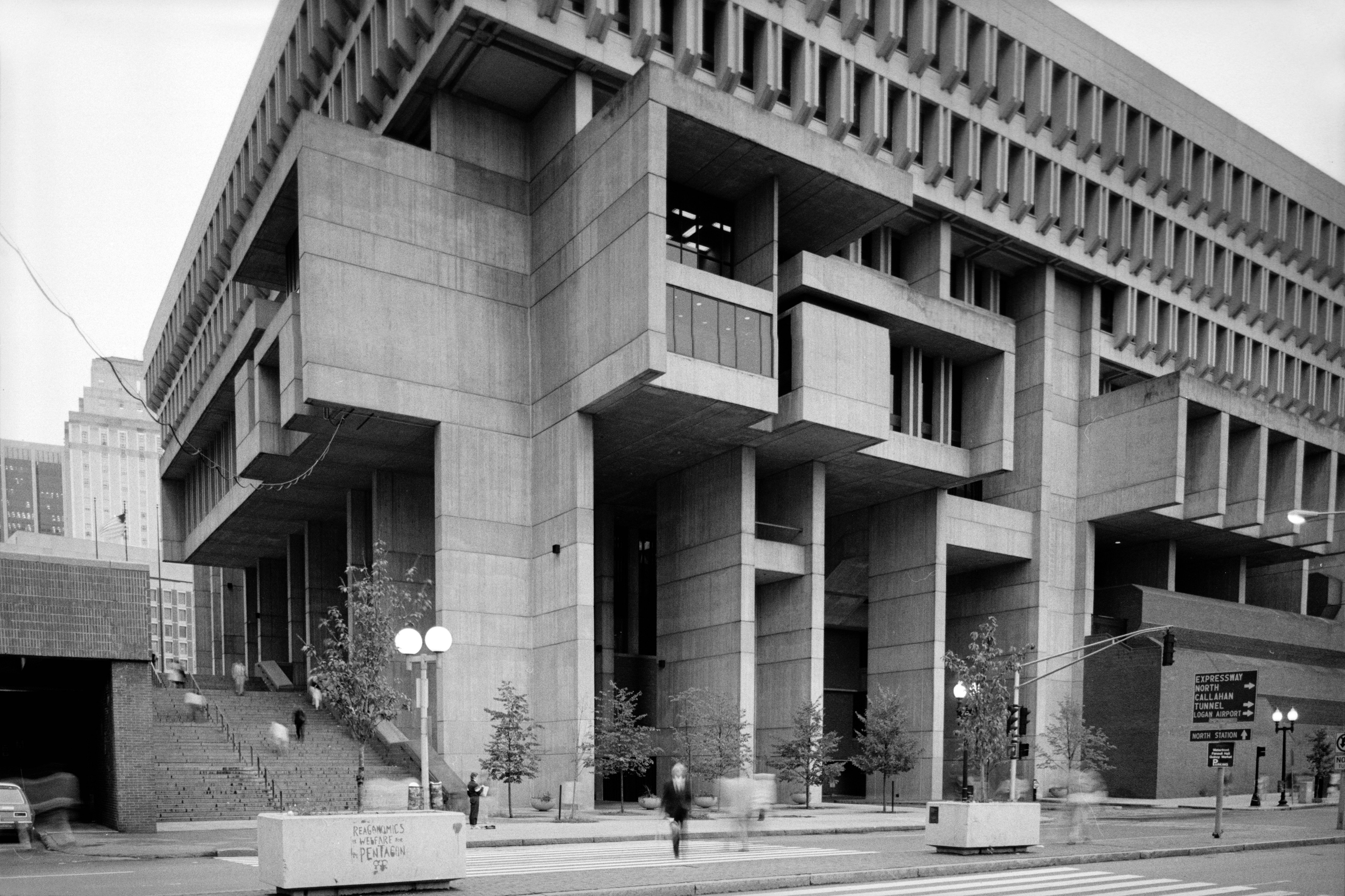
Boston City Hall
G. Kallmann és N. M. McKinnell terve

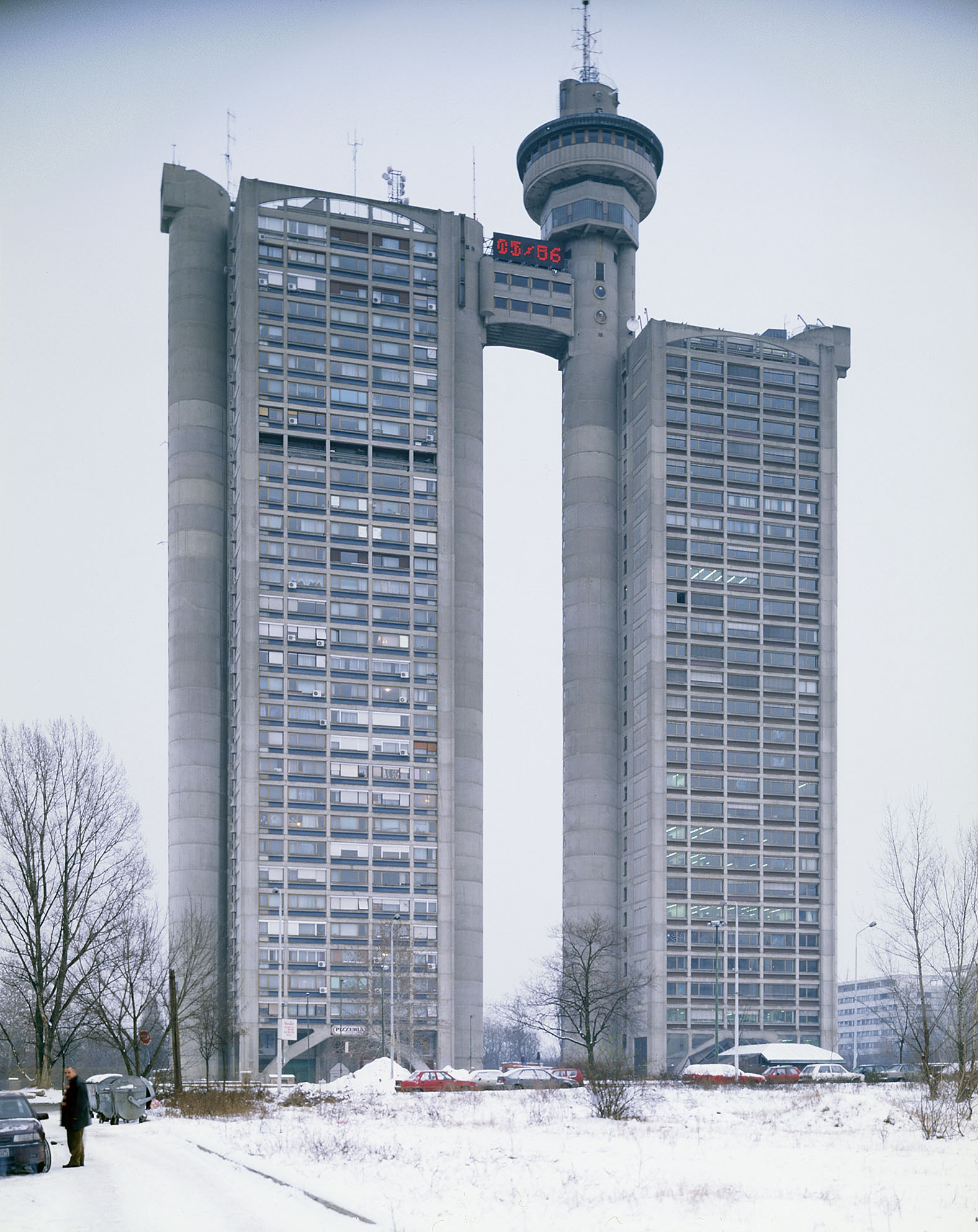
Genex-torony, Belgrád
(Mihajlo Mitrović, 1977)

## Etimológia
A brutalizmus a francia "béton brut"-ból származtatható, ami a "befejezetlenség" vagy "nyers beton" fogalmát hordozza.

## Története
A kifejezést, nybrutalism (új brutalizmus), Hans Asplund svéd műépítész alkotta 1950-ben, amikor viccesen jellemezni akarta a Bengt Edman és Lennart Holm tervezte uppsalai Villa Göth épületet. A szót Svédországban látogatást tett angol kollégák átvették és elterjesztették fiatal építészek körében Angliában.
A hátteréről különböző elméletek vannak. Az angol XIX. századi építészt William Butterfieldet (1814–1900) erősen kritizálták a hagyományos klasszikus elemektől eltérő építészetéről. Állítólag dicsőítette a „csúnyát” és a brutalizmus fogalmát az ő építészetére használták. Feltehetőleg ez a brutalizmus az, amire Asplund utalt, amikor Holmot és Edmant „új brutalistáknak” nevezte. Valószínűleg ez az oka annak is, hogy Reyner Banham a „The New Brutalism” kifejezést használja.
Egy másik elmélet ellenben azt sugallja, hogy a kifejezés nem a brutális szóból származik, hanem a francia béton brut-ból, ami nagyjából nyers betont jelent.
A megjelölést Angliában az 50-es évek elején keletkezett stílusra alkalmazták, amelyet többek között a Alison és Peter Smithson képviselt. Eredetileg inkább az építési feladathoz való hozzáállás, a megrendelők és a közösség elvárása volt a döntő, s kevésbé az esztétikai és technikai szempontok.

## Brit brutalista építészet
A stílusnak mindenekelőtt Nagy-Britanniában volt nagy hatása. Az 1950-es évek úttörőivel, mint például Alison és Peter Smithson, indult és az 1960-as években vált különösen népszerűvé olyan építészek mint Rodney Gordon, Ernő  Goldfinger és Owen Luder jóvoltából. Számos jól ismert épület készült ekkor, mint a Trinity Square, St. Peter's Seminary och Robin Hood Gardens. Az épületek különböző sorsra jutottak, sokat közülük a népi elégedetlenség után lebontottak, míg másokat a bontás megakadályozására kulturális örökségé nyilvánítottak.

## Galéria

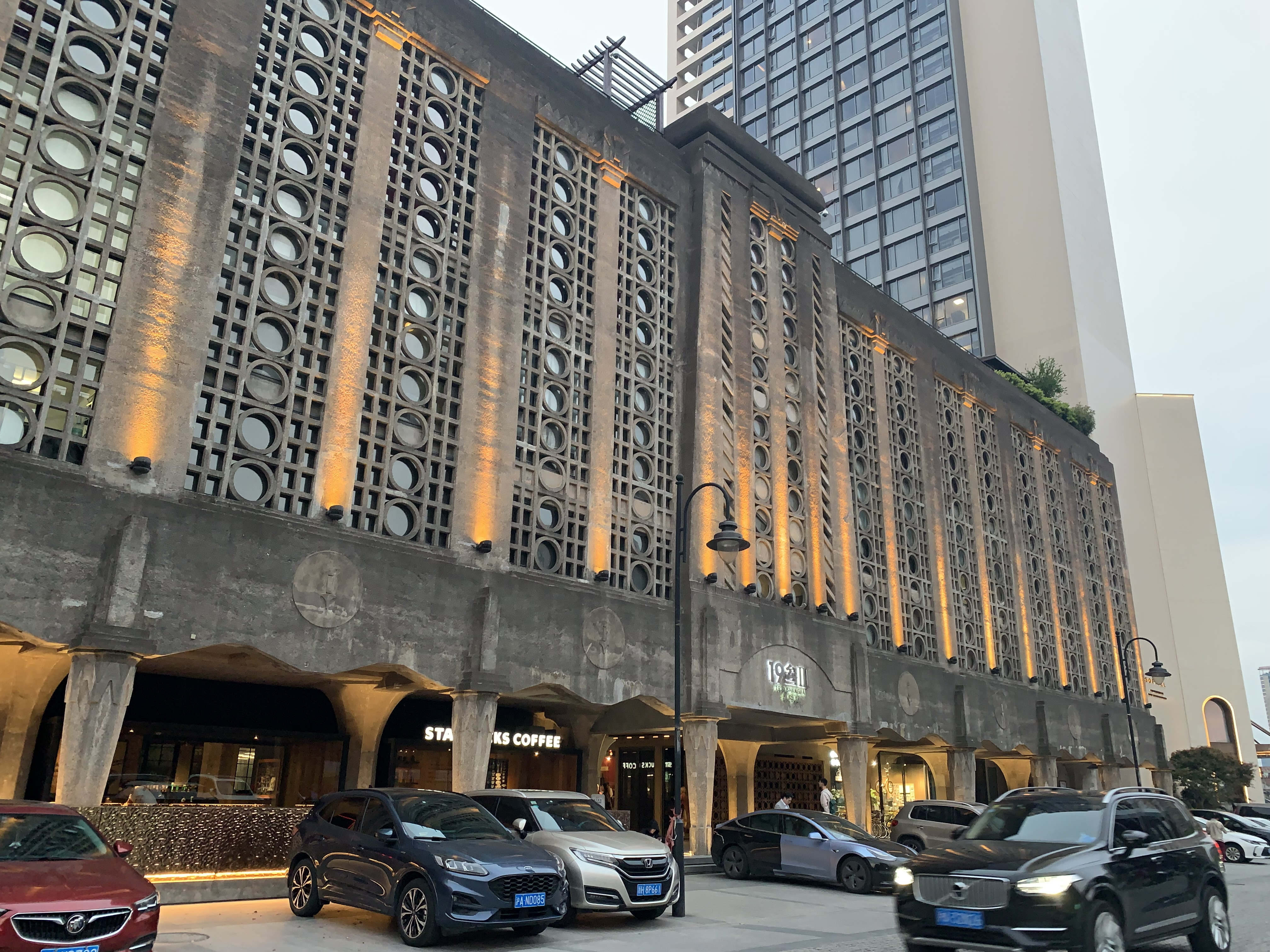
Sanghaji vágóhíd 1933
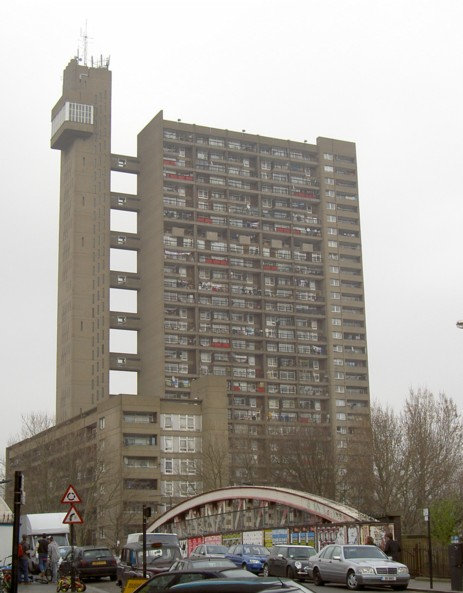
Trellick Tower, London (Goldfinger, 1972)
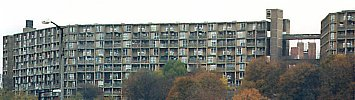
Park Hill, Sheffield (Lynn Smith, 1961)
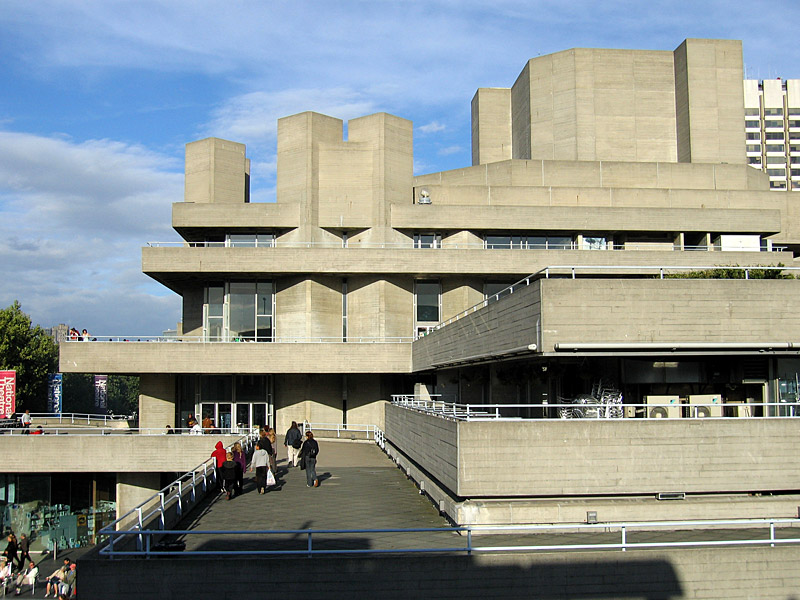
Royal National Theatre, London (Denys Lasdun, 1976)
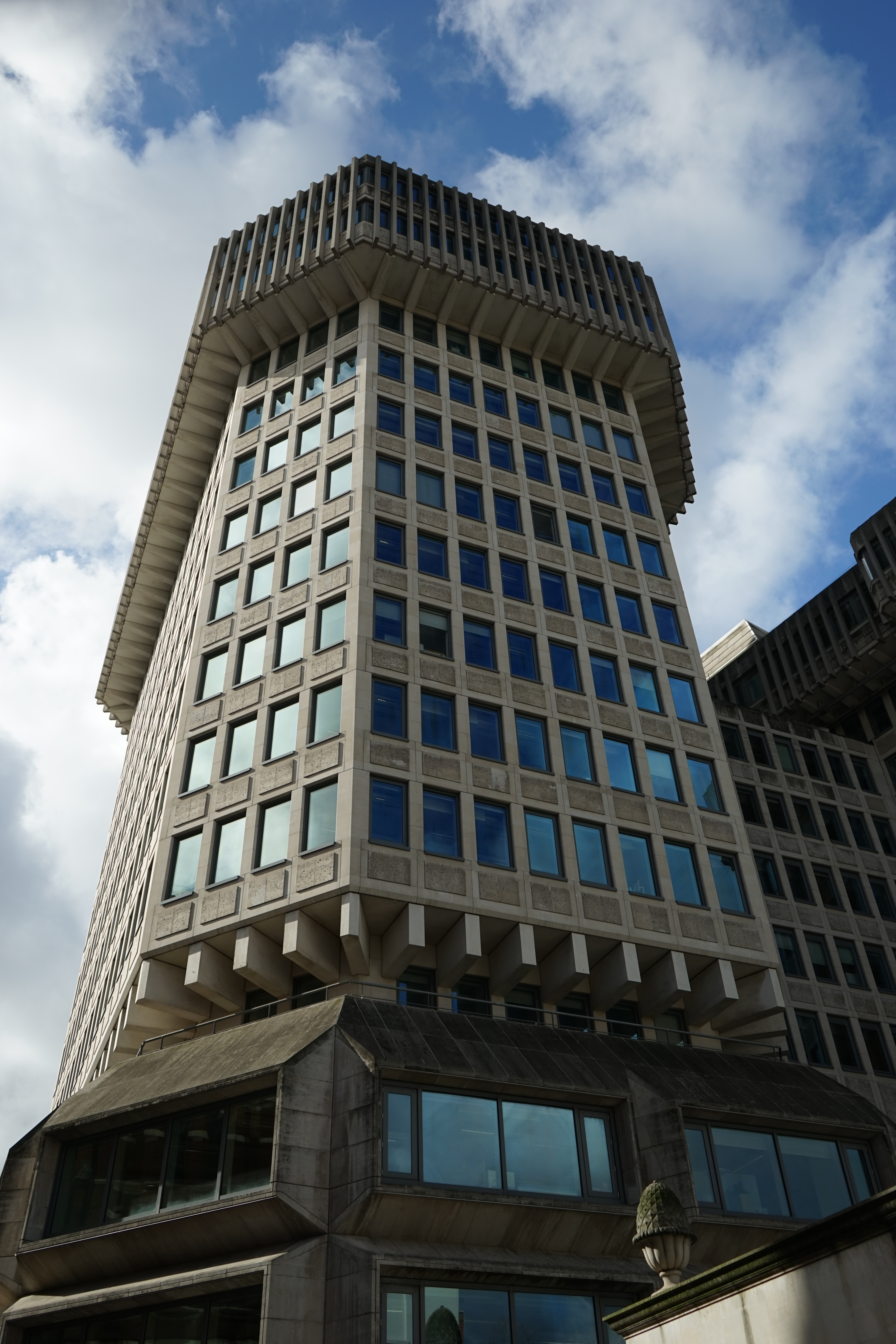
Ex-Home Office building, London (Spence 1976)
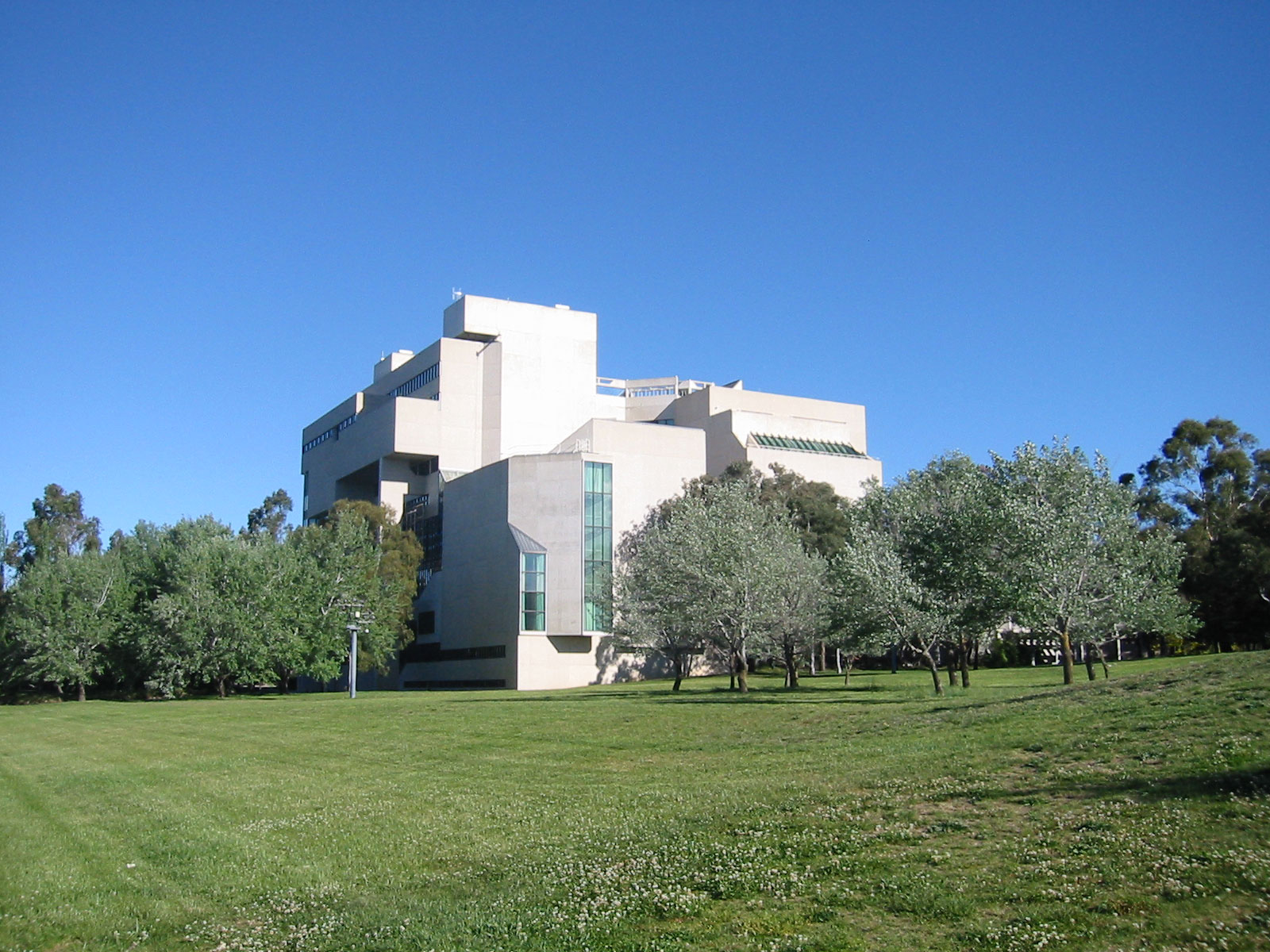
High Court of Australia, Canberra (Colin Madigan 1980)
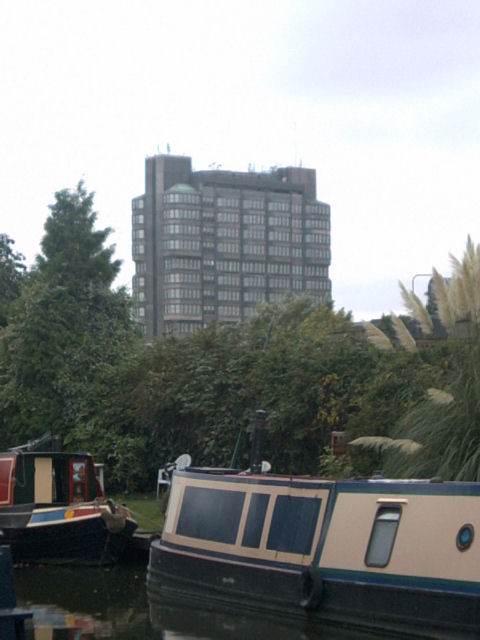
Buckinghamshire County Hall, Aylesbury, UK (Pooley, 1966)
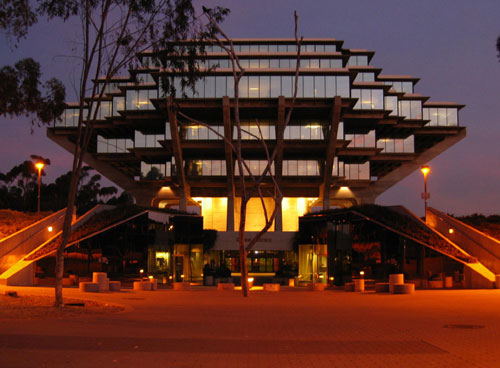
Theodor Geisel Library, UCSD, San Diego (William Pereira, 1970)
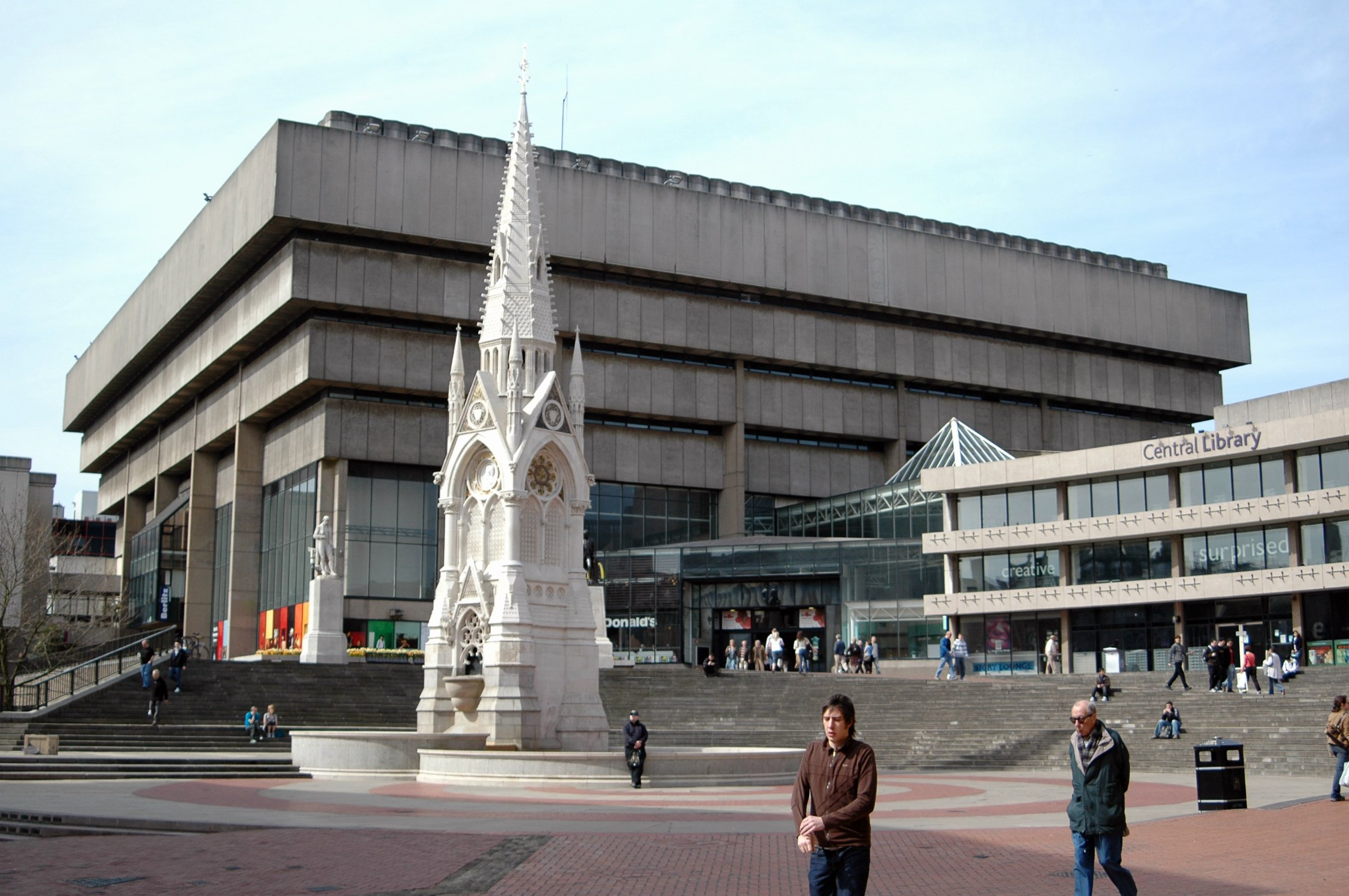
Birmingham központi könyvtára (lebontva 2016-ban)
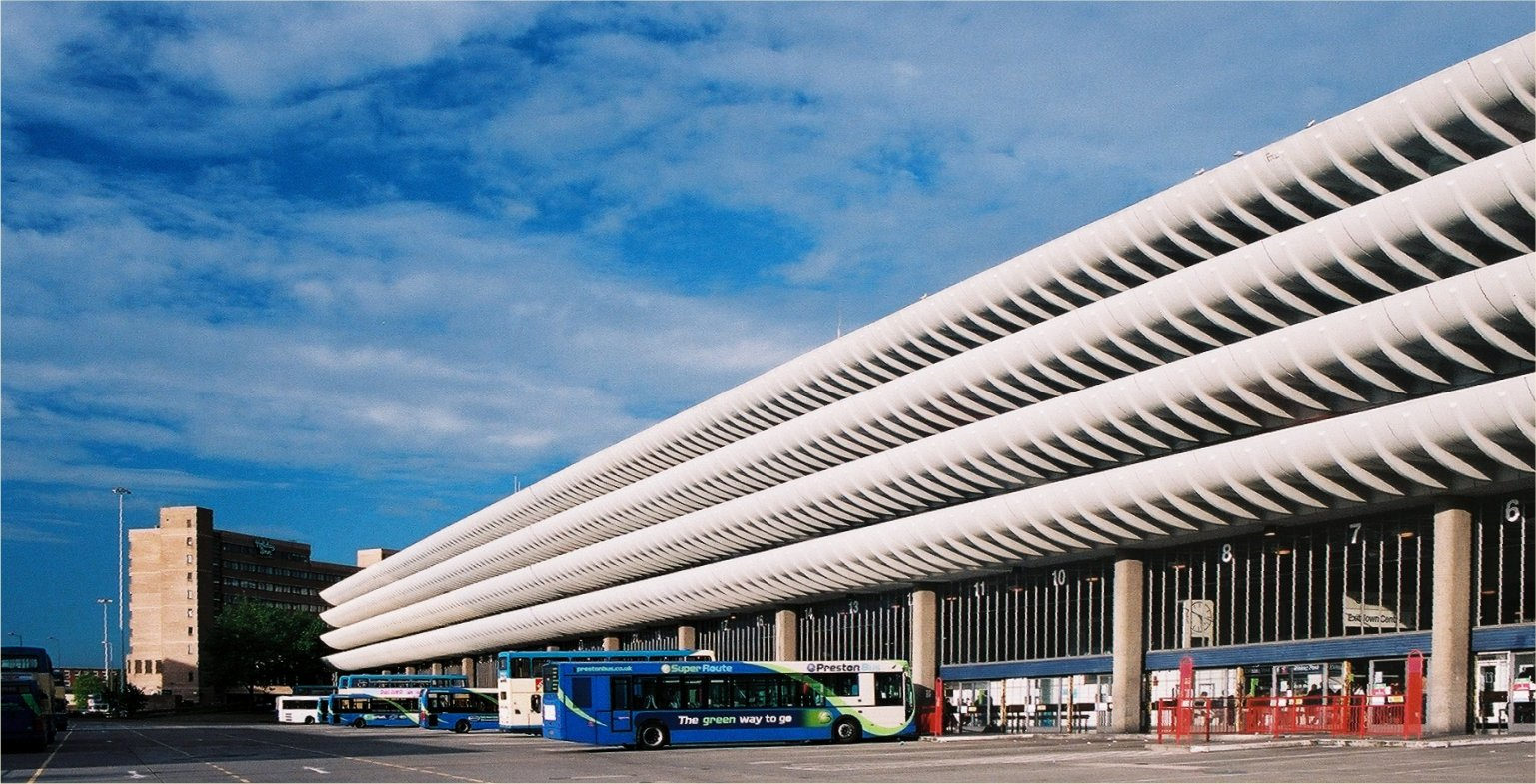
Preston buszállomás, Lancashire, UK (2013 kulturális örökség)

## Fordítás
- Ez a szócikk részben vagy egészben  a   Brutalism című svéd Wikipédia-szócikk fordításán alapul.  Az eredeti cikk szerkesztőit annak laptörténete sorolja fel. Ez a jelzés csupán a megfogalmazás eredetét és a szerzői jogokat jelzi, nem szolgál a cikkben szereplő információk forrásmegjelöléseként.